# Радио-телевизија Португалије
Радио Телевизија Португалије је јавни сервис у самосталној држави Португалији. Овај јавни сервис ће емитовати пренос уживо на овогодишњој Песми Евровизије 2018 у Лисабону. Победивши прошле године у Кијеву. Почео је са радом 2004. године. Укупно има 4 тв канала.